# Офіс з розвитку підприємництва та експорту
Офіс з розвитку підприємництва та експорту — державна установа в Україні.
Станом на травень 2021 директором Офісу є Міськова Тетяна Михайлівна.

## Мета діяльності
Метою діяльності офісу є:
- сприяння розвитку та підтримка малого і середнього підприємництва,
- підтримка та просування експорту товарів, робіт та послуг українських виробників відповідно до програмних документів Кабінету Міністрів України, інших документів державного планування.

## Історія
Державна установа «Офіс з просування експорту України» утворена наказом Мінекономрозвитку від 23.06.2018 No 864 з метою підтримки та просування експорту товарів, робіт та послуг українських виробників, а також участі в реалізації Експортної стратегії України («дорожньої карти» стратегічного розвитку торгівлі) на 2017—2021 роки, схваленої розпорядженням Кабінету Міністрів України від 27.12.2017 No 1017-р. Установа розпочала діяльність у грудні 2018 року.
Державну установу «Офіс з просування експорту України» перейменовано на «Офіс з розвитку підприємництва та експорту» відповідно до рішення Уряду від 10 березня 2021 року. 11 травня 2021 року затверджено положення про “Офіс з розвитку підприємництва та експорту”.